# Matsunaga Kazuyoshi
Kazuyoshi Matsunaga (sinh ngày 13 tháng 11 năm 1977) là một cầu thủ bóng đá người Nhật Bản.

## Sự nghiệp câu lạc bộ
Kazuyoshi Matsunaga đã từng chơi cho Sanfrecce Hiroshima, Avispa Fukuoka, Profesor Miyazaki, Tochigi SC, ALO's Hokuriku, Banditonce Kobe và Mitsubishi Mizushima.